# Хебуд
Хебуд (рум. Hăbud) — село у повіті Прахова в Румунії. Входить до складу комуни Ширна.
Село розташоване на відстані 39 км на північ від Бухареста, 19 км на південний захід від Плоєшті, 100 км на південь від Брашова.

## Населення
За даними перепису населення 2002 року у селі проживали 894 особи, усі — румуни. Усі жителі села рідною мовою назвали румунську.